# Blaik
Blaik ist ein Gemeindeteil von Wessobrunn im oberbayerischen Landkreis Weilheim-Schongau.

## Geografie
Der Weiler liegt circa vier Kilometer südöstlich von Wessobrunn am Osthang der Talsenke der Rott südlich von Paterzell. Nördlich befindet sich der Paterzeller Eibenwald. Er besteht aus mehreren verstreut liegenden Gehöften.

## Geschichte
Blaik gehörte zur Riederschaft Forst der Klosterhofmark Wessobrunn. Im Jahr 1761 werden zwei Anwesen erwähnt, ein Viertelhof und ein Sechzehntelhof. Beide waren dem Kloster Wessobrunn grundbar, die Hohe Gerichtsbarkeit lag beim Landgericht Landsberg.
Nach der Säkularisation wurde der Weiler im Zuge der Gemeindeedikte von 1818 Bestandteil der neu gebildeten Gemeinde Forst im Landgericht Weilheim in Oberbayern.
Mit dieser wurde Blaik im Zuge der Gebietsreform in Bayern am 1. Mai 1978 nach Wessobrunn eingemeindet.

## Sehenswürdigkeiten
Bei Blaik befindet sich die 1885 erbaute Hofkapelle St. Anna, ein kleiner verputzter Saalbau mit Dachreiter.
Siehe auch: Liste der Baudenkmäler in Blaik